# Sveriges generalkonsulat i Bryssel
Sveriges generalkonsulat i Bryssel är sedan 2 november 2020 ett generalkonsulat i Bryssel, Belgien, som är samlokaliserat med Sveriges EU-representation. Generalkonsul är Åsa Ring. Konsulatets fokus är konsulär verksamhet. Sveriges ambassad i Bryssel stängdes 2011. Sedan dess hanteras Sveriges relationer med Belgien av en Stockholmsbaserad ambassadör.

## Beskickningschefer
| Namn              | Period               | Funktion      | Anmärkning   | Källa |
| ----------------- | -------------------- | ------------- | ------------ | ----- |
| Albert Ehrensvärd | 1908–1910            | Generalkonsul | Även i Haag. | [ 3 ] |
| Karl-Erik Hedborg | 1928–1962            | Generalkonsul |              | [ 4 ] |
| Åsa Ring          | 2020–2024            | Generalkonsul |              |       |
| Carina Johansson  | 1 februari 2024–idag | Generalkonsul |              |       |